# Emilie Christensen
Emilie Christensen (Os, 1993. április 13. –) világbajnoki ezüstérmes norvég kézilabdázó, irányító. Jelenleg a Molde HK játékosa.

## Pályafutása

### Klubcsapatban
Emilie Christensen Fana IL csapatában kezdett kézilabdázni, előtte 2013-ig a Tertnes Bergenben nevelkedett. 2013 decemberétől négy évet töltött a Glassverket IF együttesénél, ahol Nina Heglund és Tiril Merg sérülése után egyre több játéklehetőséget kapott. 2017-ben a Larvik HK szerződtette és a klubbal szerepelhetett a Bajnokok Ligájában is, és idővel ő lett a csapat kapitánya is. A 2016–2017-es és a 2017–2018-as Bajnokok Ligája idényben huszonöt, a 2018–2019-es szezonban 22 gólt szerzett. A Larvik 2019 elején nehéz pénzügyi helyzetbe került, több meghatározó játékosa is elhagyta a csapatot, köztük Christensen is, aki a 2019–2020-as szezontól a Ferencvárosban folytatta pályafutását. 2020-ban távozott a klubtól, és visszatért Norvégiába, a Molde HK játékosa lesz 2 évig.

### A válogatottban
Többszörös norvég utánpótlás válogatott, a 2010-es U18-as világbajnokságon ezüstérmet szerzett. 2017 novemberében mutatkozott be a norvég válogatottban, részt vett a az évi németországi világbajnokságon, ahol szintén ezüstérmet szerzett.